# Thaiderces haima
Thaiderces haima es una especie de araña del género Thaiderces, familia Psilodercidae. Fue descrita científicamente por Li & Chang en 2019.
Habita en Tailandia. El macho holotipo mide 1,80 mm y la hembra paratipo 1,60 mm.